# Berthold Sigismund

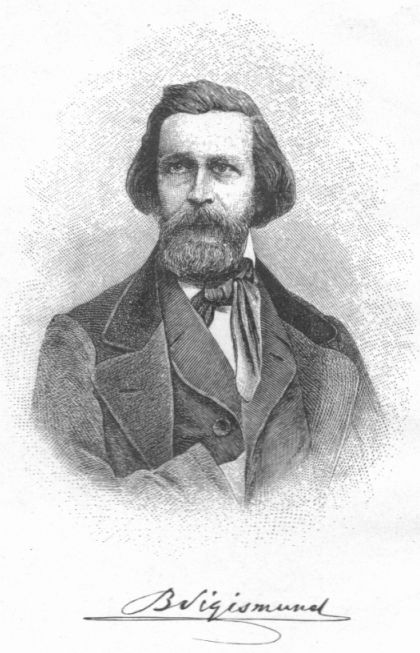
Berthold August Richard Sigismund

Berthold August Richard Sigismund (* 19. März 1819 in Stadtilm; † 13. August 1864 in Rudolstadt) war ein deutscher Arzt, Pädagoge, Schriftsteller, Dichter und Politiker.

## Kindheit und Jugend
Berthold August Richard Sigismund wurde als erstes Kind des Notars und späteren Justizrats Florenz Friedrich Sigismund (1791–1877) in Stadtilm am Fuße des Thüringer Waldes geboren. Sein Urgroßvater war Schullehrer in Schmalenbuche, sein Großvater Lehrer in Schwarzburg, später in Schmalenbuche und zuletzt in Blankenburg. Seine Mutter war die Tochter des verstorbenen Bürgermeisters Fischer in Blankenburg. Dieser Ehe entstammten sieben Kinder. Berthold soll als Kind nach Aussagen seines Vaters „wild, fragsüchtig, lernbegierig, aber weichherzig, mit großem Interesse an der Natur“ gewesen sein.
Im Jahr 1829 zog die Familie aus beruflichen Gründen nach Blankenburg zum Wohnort der Großeltern um. Berthold besuchte das Gymnasium in Rudolstadt und lernte nebenbei Hebräisch und Englisch. 1837 nach dem Abiturientenexamen entschied er sich für ein Medizinstudium an der Universität Jena. Dort entdeckte er sein Talent für Zeichnen und Malen, ebenso für Musik, spielt Klavier und verfasste  erste Gedichte. Der Tod seines an Tuberkulose erkrankten Bruders kurz vor Weihnachten 1839 erschütterte ihn so tief, dass er den Winter über in Blankenburg blieb. In dieser Zeit lernte er Friedrich Fröbel, der damals seinen ersten Kindergarten in Blankenburg einrichtete, kennen und nahm auch an dessen Vorlesungen teil. 1840 wechselt er an die Universität Leipzig. Von 1841 bis 1842 verbrachte er sein letztes Studienjahr an der Universität Würzburg. Dort promovierte er zum Doctor medicinae. In Rudolstadt bestand er vor der ärztlichen Prüfungskommission mit Ehren sein medizinisches Staatsexamen.

## Beruflicher Werdegang
Mit 23 Jahren ließ er sich in seiner Heimatstadt Blankenburg als Arzt nieder, stellte aber schon nach kurzer Zeit fest, dass er unter der ärmlichen Bevölkerung kein Auskommen finden konnte. Zudem machten sich bei ihm die ersten gesundheitliche Probleme bemerkbar. Im Juli 1843 reiste er über Saalfeld, Sonneberg, Coburg, Bamberg, Nürnberg, Donauwörth nach Augsburg und München. Von dort wanderte er über Zürich nach Lenzburg bei Aargau in der Schweiz, um dort als Hauslehrer zu unterrichten. In seiner freien Zeit widmete er sich hier vermehrt naturwissenschaftlicher und medizinischer Literatur. Auch die freiheitlichen Einrichtungen der Schweizer Republik zogen ihn an. Sein demokratisch gesinnter Landsmann, Julius Fröbel, der eine Zeit in Zürich weilte, übte Einfluss auf ihn aus.
Im September 1844 nahm er eine Lehrerstelle an einer Privatschule in Worksop bei Sheffield an. Dort unterrichtete er vorwiegend Naturwissenschaften, Anthropologie und die deutsche Sprache. Am Mechanics Institute in Derby hielt er vor ca. 400 Zuhörern in englischer Sprache einen Vortrag über die menschlichen und tierischen Stimmorgane. Bereits im Juli 1845 kehrte er nach Thüringen zurück, machte kurz Station in Paris, wo er sich weitere medizinischen Kenntnisse aneignete, indem er an dortigen Kliniken und Hospitälern Operationskurse besuchte. Auch hier machte ihm wieder sein altes Magenleiden zu schaffen. Zurück in Blankenburg ließ er sich wieder als Arzt nieder. In dieser Zeit als „Bauerndoktor“, wie er sich selbst einmal bezeichnete, entstanden seine Gedichte, die er später unter dem Titel Asklepias, Bilder aus dem Leben eines Landarztes veröffentlichte.

## Neue Aufgaben und Familiengründung
Im Frühjahr 1845 wurde Sigismund zum Bürgermeister von Blankenburg gewählt. Für diese zusätzliche und ungewohnte Tätigkeit erhielt er ein Jahresgehalt von 80 Gulden. Im Revolutionsjahr 1848 sympathisierte Sigismund mit den patriotischen Bestrebungen und wünscht sich ein einiges, großes, wirtschaftlich und politisch starkes Deutschland, doch als Aufruhr und Unruhen auch in Blankenburg um sich griffen, trat er diesen entgegen. Er selbst trug sich, ebenso wie viele seiner Landsleute, mit dem Gedanken, Deutschland Richtung Amerika zu verlassen. Seine Heimatliebe hielt ihn allerdings von dem Plan ab.
Im Sommer 1850 folgte er einem Ruf als Lehrer an das Gymnasium nach Rudolstadt. Dort unterrichtete er Naturwissenschaften, Mathematik und Englisch. Schon nach vier Jahren erhielt er den Professorentitel. Im Dezember 1851 heiratete er Pauline Henning aus Rudolstadt. Zwei Kinder wurden geboren. Aus dieser Zeit stammen seine Bücher „Kind und Welt“ und „Die Familie als Schule der Natur“.
Als Lehrer legte er besonders Wert darauf, den Naturgegenstand nicht nur äußerlich zu betrachten, sondern auch tiefer in das Innere vorzudringen. Nicht nur auf Autoritätsglauben, sondern auf eigene Anschauungen und Überlegungen sollten die Schüler ihre Kenntnisse gründen. Oft wanderte er mit ihnen über die waldigen Höhen und bunten Fluren seiner Thüringer Heimat.
Jetzt entfaltete sich seine schriftstellerische Tätigkeit. Er leitete in Rudolstadt den Gewerbeverein, war an einer Fortbildungsschule tätig und dolmetschte vor Gericht. Ab 1860 gehört er dem Landtag an. Seine schriftstellerischen Aktivitäten konzentrierten sich nun auf die Erfahrungen während seiner Streifzüge im Thüringer Wald, insbesondere die dortige Natur, die Bewohner, ihre Sprache, ihre Sitten und Eigenheiten wurden verarbeitet.
Die Erzählungen aus dieser Zeit erschienen vorwiegend in der Leipziger Zeitung und in der Gartenlaube. Aufgrund des großen Interesses erhielt er einen Auftrag der sächsischen Regierung, das Erzgebirge, die Oberlausitz und das Vogtland zu bereisen und zu beschreiben. 1859 erhielt er von Dresden den Antrag, beim hiesigen statistischen Amt eine Stelle anzunehmen. Er lehnt vor allem aus gesundheitlichen Gründen ab.
Von der Regierung in Schwarzburg-Rudolstadt wurde er beauftragt, eine eingehende Landeskunde des Fürstentums Schwarzburg-Rudolstadt zu verfassen. 1862 erschien der erste Band, in dem er Natur, Landschaft, Bevölkerung, Mundarten, Gebräuche, Volkswirtschaft, Staat, Kirche, Schule und Geschichte beschrieb. Bereits ein Jahr später erschien der zweite Band, die Ortskunde der Oberherrschaft.

## Früher Tod

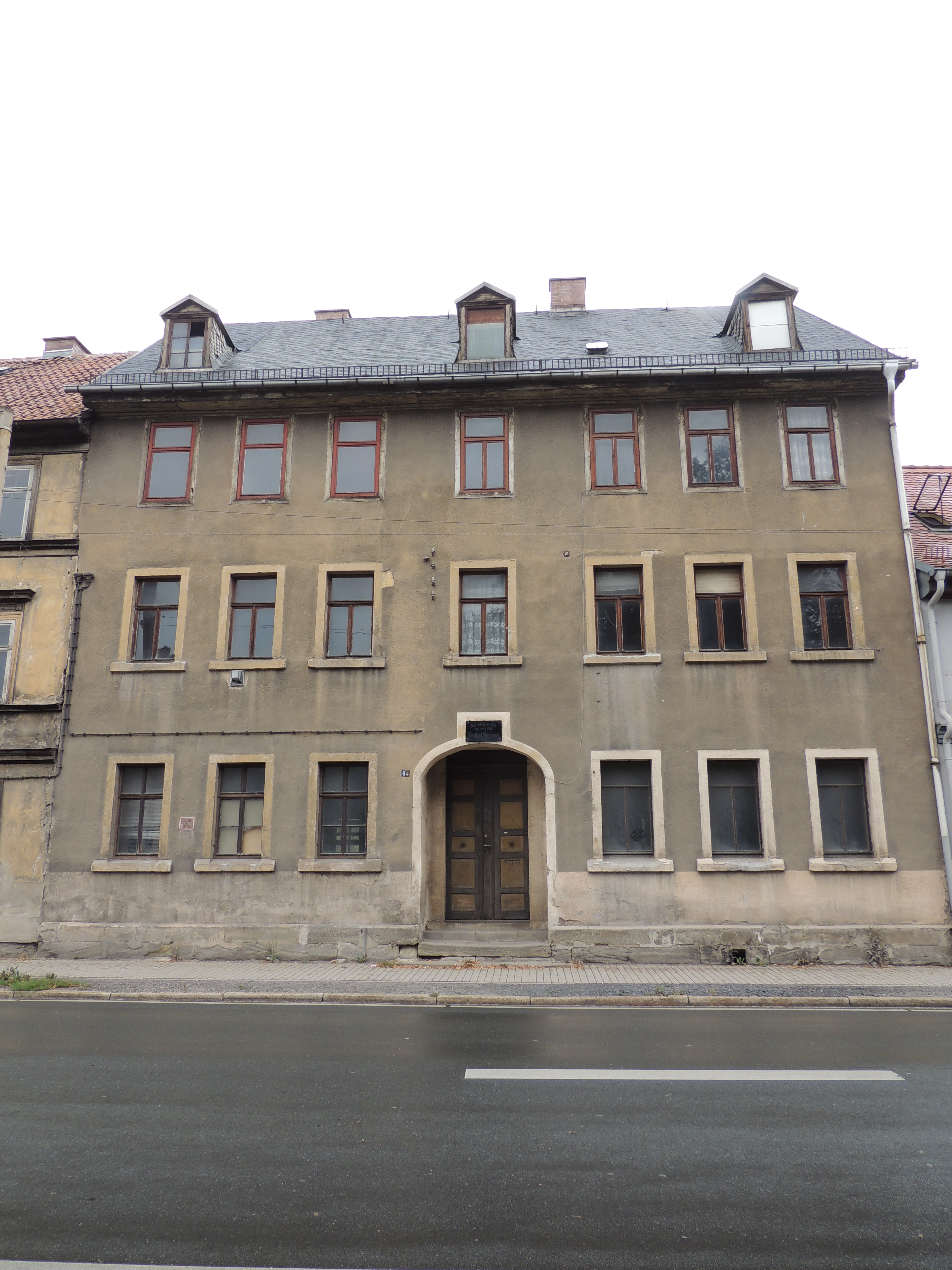
Sigismunds Wohn- und Sterbehaus in der Anton-Sommer-Straße 45 in Rudolstadt

Im Juli 1864 traf ihn während einer Exkursion im Thüringer Wald ein heftiger Anfall, von dem er sich nicht mehr erholte. Am 13. August 1864 verstarb Berthold Sigismund, 45 Jahre alt, in seinem Haus in Rudolstadt. Am 31. August fand eine Gedächtnisfeier ihm zu Ehren im Rudolstädter Gymnasium statt. Auf dem neuen Friedhof zu Rudolstadt, „dicht neben der östlichen Friedhofsmauer“ wurde er bestattet. Drei Jahre nach seinem Tod wurde ihm zu Ehren in Rudolstadt ein Denkmal errichtet: ein Felsblock mit eingelassenem Medaillonbild.

## Bekannte Werke
- Kind und Welt (Digitalisat)
- Die Familie als Schule der Natur
- Lieder eines fahrenden Schülers
- Asklepias. Bilder aus dem Leben eines Landarztes
- Landeskunde des Fürstenthums Schwarzburg-Rudolstadt
  - I. Theil: Allgemeine Landeskunde der Oberherrschaft
  - II. Theil: Ortskunde der Oberherrschaft